# Caraimatta brescoviti
Espèce
Caraimatta brescoviti est une espèce d'araignées aranéomorphes de la famille des Tetrablemmidae.

## Distribution
Cette espèce est endémique de Colombie. Elle se rencontre dans les départements de Bolivar et de Sucre.

## Description
Le mâle holotype mesure 1,05 mm et la femelle paratype 1,23 mm.

## Étymologie
Cette espèce est nommée en l'honneur d'Antonio Domingos Brescovit.

## Publication originale
- García, Martínez & Ahumada-Cabarcas, 2019 : A new species of the armored spider genus Caraimatta Lehtinen, 1981 from Colombia (Araneae: Synspermiata: Tetrablemmidae). Zootaxa, no 4619(1), p. 168-176.